# Mauro Forghieri
Mauro Forghieri (n. 13 ianuarie 1935, Modena, Regatul Italiei – d. 2 noiembrie 2022, Modena, Italia) a fost un inginer italian care a condus Scuderia Ferrari din postul de director tehnic spre cucerirea a patru titluri mondiale în 1964 (John Surtees), 1975 și 1977 (Niki Lauda) și 1979 (Jody Scheckter).